# Orthobicoupole décagonale allongée
Pour les articles homonymes, voir J38.
En géométrie, l'orthobicoupole décagonale allongée est un des solides de Johnson (J38). Comme son nom l'indique, il peut être construit en allongeant une orthobicoupole décagonale (J30) en insérant un prisme décagonal entre ses deux moitiés congruentes. En opérant une rotation sur une des coupoles de 36 degrés avant d'insérer le prisme donne une gyrobicoupole décagonale allongée (J39).
Les 92 solides de Johnson ont été nommés et décrits par Norman Johnson en 1966.